# Eisenbahnunfall von Pragerhof
Bei dem Eisenbahnunfall von Pragerhof explodierte am 10. Juli 1917 im Bahnhof Pragerhof (heute: Pragersko, Slowenien) an der Bahnstrecke Spielfeld-Straß–Trieste Centrale ein Munitionstransport. 43 Menschen starben.

## Ausgangslage
In einem Güterzug, der nach Csakathurn (heute: Čakovec, Kroatien) fahren sollte, war ein mit Seeminen beladener Güterwagen eingereiht. Dieser Zug stand abfahrbereit auf einem Gleis des Bahnhofs Pragerhof. Auf dem Nachbargleis hielt ein Militär-Urlauberzug. Auf einem benachbarten weiteren Gleis stand ein Panzerzug. Dieser führte den Sprengstoff Pikrinsäure mit. Pikrinsäure wurde im Ersten Weltkrieg als Füllmaterial für Granaten verwendet.

## Unfallhergang
Gegen ein Uhr morgens explodierten die Seeminen. Der Grund dafür konnte nicht ermittelt werden. Die Explosion riss einen fünf Meter tiefen Krater mit einem Durchmesser von neun Metern. Der Oberbau von acht nebeneinanderliegenden Gleisen wurde auf einer Länge von 420 Metern zerstört. Die Druckwelle schleuderte Trümmer in den auf dem benachbarten Gleis stehenden Militär-Urlauberzug und kippte Wagen und die ebenfalls gepanzerte Lokomotive des Panzerzuges um.

## Folgen
43 Menschen starben, 75 weitere wurden verletzt. Unter Lebensgefahr gelang es, den Wagen des Panzerzuges, der die Pikrinsäure geladen hatte, aus dem Gefahrenbereich herauszufahren. Vier Lokomotiven und 96 Wagen wurden durch die Explosion und den folgenden Brand schwer beschädigt oder zerstört.